# Alicia Ostriker
Alicia Suskin Ostriker (née le 11 novembre 1937) est une poète, essayiste, exégète et herméneute juive américaine écrivant de la poésie féministe et des essais féministes et midrashiques. Alicia Ostriker est une voix influente de la poésie féministe. Ses divers essais interrogent les spécificités de l'écriture féminine, le rôle des écrits hébreux à travers le regard des femmes et pose les bases d'une poésie qui reprend les disputes autour de Dieu, la maternité, la naissance, le corps et la mort.
Elle est membre de l'Academy of American Poets, et professeure émérite de l'université Rutgers jusqu'en 2004.
En 2018, elle est nommée Poète lauréat de la ville de New York.

## Biographie

### Jeunesse et formation
Alicia Ostriker naît à Brooklyn, dans l'État de New York, aux États-Unis. Elle est une des deux filles de David Suskin, un des administrateurs du New York City Department of Parks and Recreation et de Beatrice Linnick Suskin, une professeure de danses folkloriques et poète. Bien qu'issue d'une famille juive, elle n'a pas reçue une formation au judaïsme, ses parents étant socialistes et athées, elle-même dit « Je fais partie d'une troisième génération de Juifs athées, socialistes pour qui la religion est l'opium du peuple. »,,,.
Sa mère partage son amour des mots en lui lisant des œuvres de William Shakespeare ou encore de Robert Browning, ce qui encourage Alicia à écrire des poèmes à un âge précoce,,.

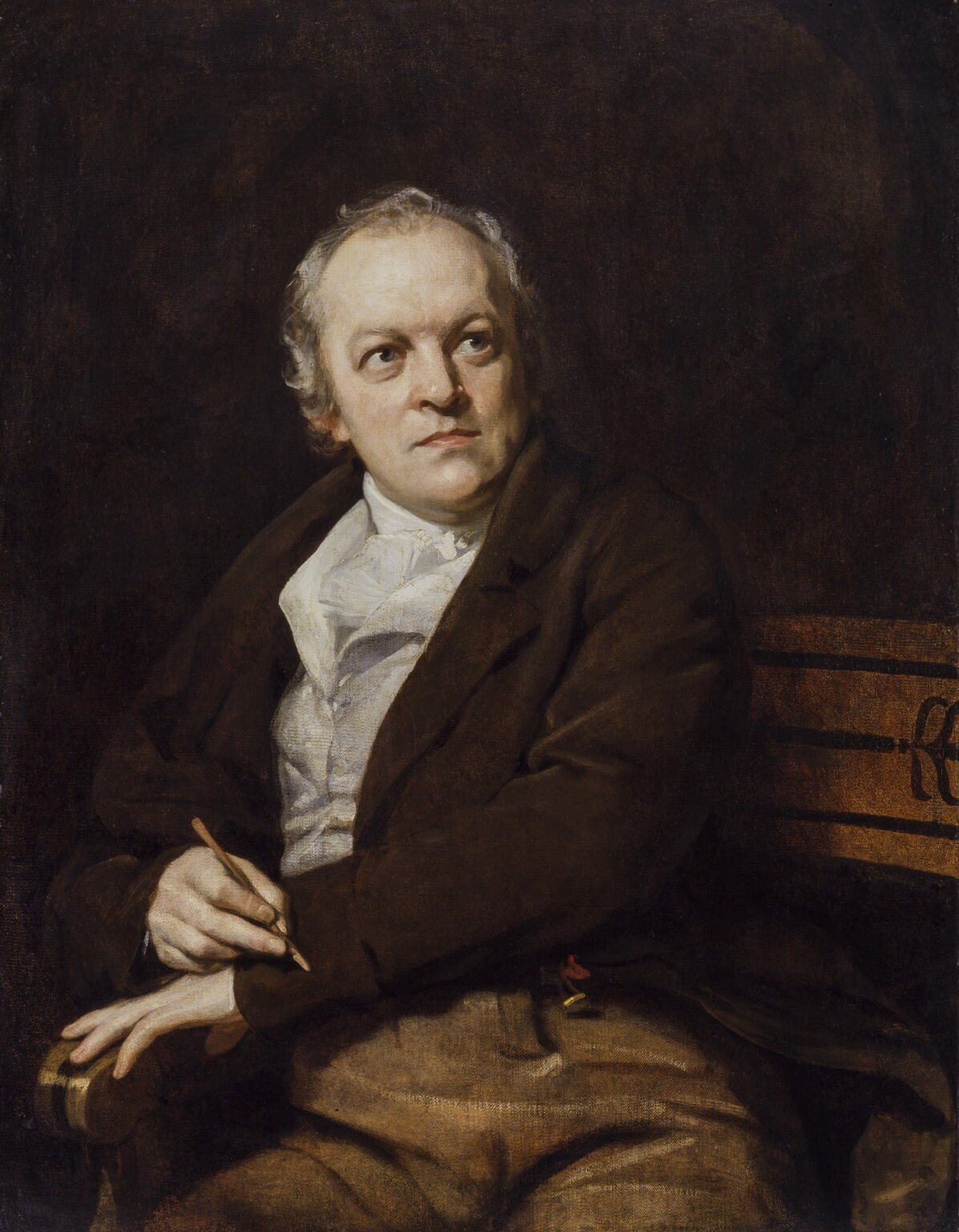
William Blake.

Alicia Ostriker est également intéressée par les beaux-arts et voulait devenir une artiste peintre et étudia le dessin au cours de son adolescence. Ses livres, Songs (1969) et A Dream of Springtime (1979), expliquent les dessins de sa jeunesse. Alicia suit ses études secondaires à l'Ethical Culture Fiedston School (en), après les avoir achevées, en 1955 elle est acceptée à l'université Brandeis où elle obtient le Bachelor of Arts (licence) en 1959, un an après son mariage. Elle poursuit ses études universitaires à l'université du Wisconsin à Madison, où elle passe avec succès un Master of Arts (master) en 1961 suivi d'un PhD en 1964, une après la naissance de sa première enfant, Rebecca. Sa thèse de doctorat traitant du travail de William Blake deviendra son premier livre, sous le titre de Vision and Verse in William Blake en 1965, son vif intérêt  envers l'œuvre de William Blake est une des composantes de son inspiration avec William Butler Yeats, Walt Whitman et W. H. Auden,,,,,,.

### Carrière

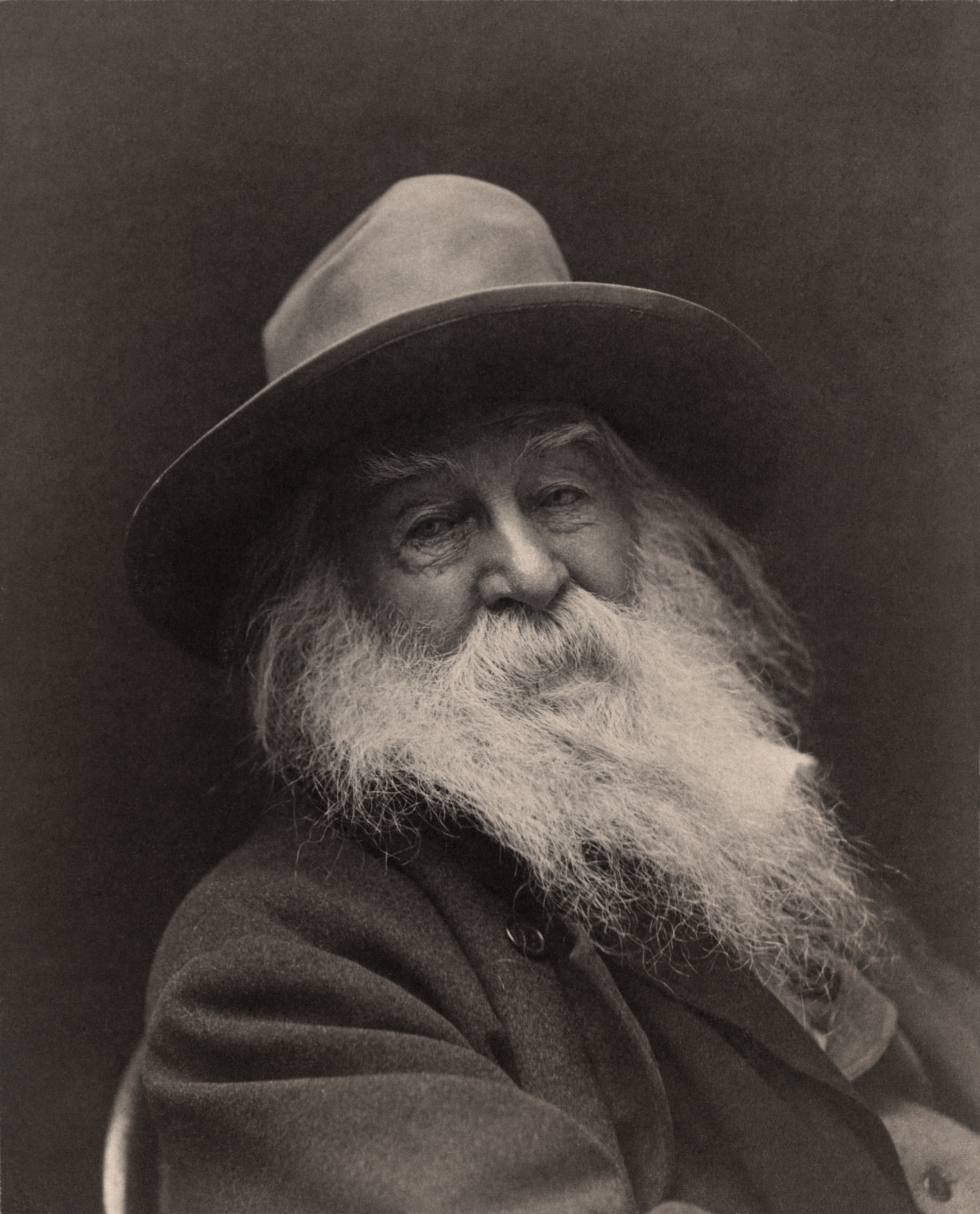
Walt Whitman.

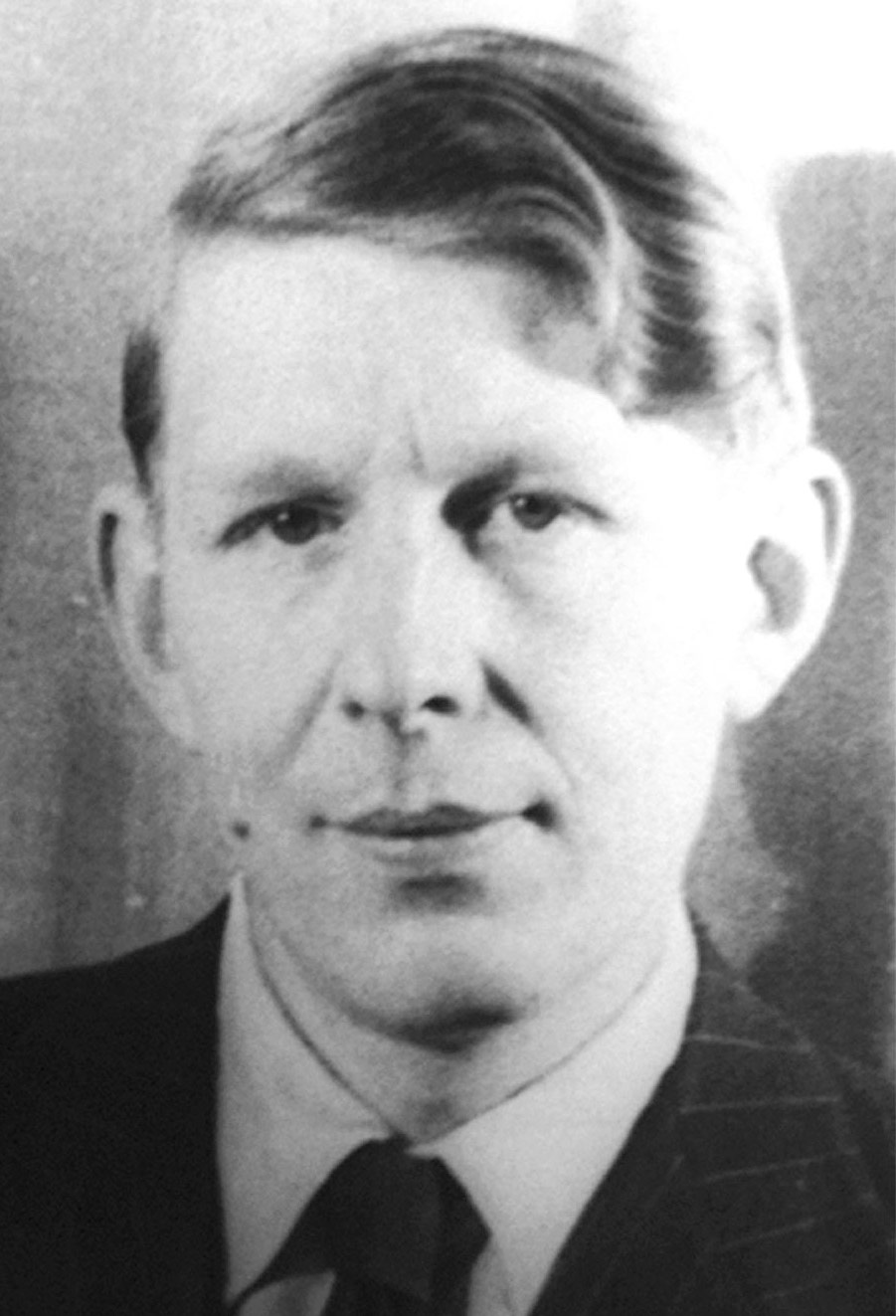
W. H. Auden.

Alicia Ostriker commence sa carrière d'enseignante à l'université Rutgers en 1965 et y enseigne la littérature anglaise depuis 1972 en tant que professeure titulaire. En 1969, son premier recueil de poèmes, Songs, est publié par la maison d'édition Holt McDougal (en) connue également sous le nom de Holt, Rinehart and Winston,,.
Son quatrième recueil de poèmes, The Mother-Child Papers, un classique féministe, fut inspiré par la naissance de son fils. Dans ce livre, elle parle à la fois de ses pensées sur la maternité, ainsi que de ses réflexions sur la guerre,.
Ses essais traitent de bon nombre de sujets déjà présents dans sa poésie. Cela va de Writing Like A Woman, publié en 1983, qui étudie les poèmes de Sylvia Plath, Anne Sexton, H.D., May Swenson (en)Adrienne Rich, Lucille Clifton, June Jordan à The Nakedness of the Fathers : Biblical Visions and Revisions (1994), qui explore la Torah avec une sensibilité midrashique. En 1994, elle signe la préface du livre de Giannina Braschi, Empire of Dreams, un classique de la poésie post-moderne des Caraïbes espagnoles.
Son recueil de six poèmes The Imaginary Lover paru en 1986, gagna le prix William Carlos Williams de la Poetry Society of America. Cette publication marque le début de sa période féministe révolutionnaire. Dix ans plus tard, son livre The Crack in Everything est finaliste du National Book Award, il remporte le Paterson Poetry Award ainsi que le San Francisco State Poetry Center Award. The Little Spaces ; Poems Selected and News, 1968-1998 est également finaliste du National Book Award en 1998.

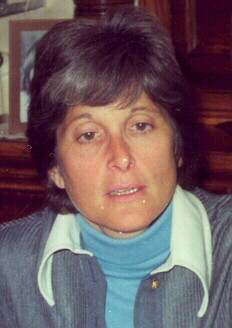
Maxine Kumin.

Le dernier essai d'Ostriker paru en 2007, For The Love of God, poursuit son exploration midrashique des textes bibliques, démarrée en 1993 avec Feminist Revision and The Bible. Dancing at the Devil's Party (2000) étudie le travail de poètes de William Blake et Walt Whitman à Maxine Kumin. Tôt dans son livre, elle désapprouve ce que W. H. Auden affirme au sujet de la poésie : la poésie ne provoque rien. Selon Ostriker, la poésie « peut faire pleurer le cœur avec ses serres, faire frissonner les nerfs, nous inonder d'espoir, de désespoir, de désir, d'extase, d'amour, de colère, de terreur »
De nombreux poèmes d'Ostriker ont été traduits en français, en italien, en allemand, espagnol, en chinois, en japonais, en hébreu et en arabe.
Ses poèmes sont publiés dans diverses revues comme : The New Yorker, American Poetry Review (en), The Atlantic, The Paris Review, Yale Review, Ontario Review, The Nation, The New Republic, The Best American Poetry (en), The Pushcart Anthology, New York Times Book Review, Signs (journal) (en), Tikkun (magazine) (en), etc.,.
Elle est professeure émérite d'anglais à l'université Rutgers jusqu'en 2004, et enseigne la poésie au sein d'un Master of Fine Arts auprès d'étudiants en résidence à la Drew University (en),.

### Vie personnelle
En décembre 1958, Alicia Ostriker épouse Jeremiah Ostriker, astronome, professeur à l'université Princeton. Le couple a donné la naissance à trois enfants : Rebecca, née en 1963, Eve, née en 1965 et Gabriel, né en 1970. Elle et son époux résident à Princeton dans l'état du New Jersey,,,,.

## Œuvres

### Recueils de poésie
- Songs, Holt, Rinehart, and Winston, 1er janvier 1969, 49 p. (ISBN 9780030810190, lire en ligne),
- Once More Out of Darkness, Berkeley Poet's Cooperative, 1er juin 1974, 32 p. (ISBN 9780917658006)
- A Woman Under the Surface : Poems and Prose Poems, Princeton University Press, 1er mai 1982, 96 p. (ISBN 9780691065120, lire en ligne),
- The Imaginary Lover, University of Pittsburgh Press, 1er janvier 1986, 132 p. (ISBN 9780822953852, lire en ligne),
- The Mother/Child Papers, University of Pittsburgh Press, 1er janvier 1986, 62 p. (ISBN 9780807063057),
- Green Age, University of Pittsburgh Press, 1er janvier 1989, 96 p. (ISBN 9780822954217, lire en ligne),
- The Crack In Everything, University of Pittsburgh Press, 1er janvier 1996, 112 p. (ISBN 9780822955931, lire en ligne),
- A Dream of Springtime, Smith, 28 avril 1997, 61 p. (ISBN 9780912292533),
- The Little Space : Poems Selected and New, 1968-1998, University of Pittsburgh Press, 1er janvier 1998, 244 p. (ISBN 9780822956808, lire en ligne),
- The Volcano Sequence, University of Pittsburgh Press, 14 février 2002, 140 p. (ISBN 9780822957843, lire en ligne),
- No Heaven, University of Pittsburgh Press, 15 mars 2005, 148 p. (ISBN 9780822958758, lire en ligne),
- The Book of Seventy, University of Pittsburgh Press, 1er janvier 2009, 72 p. (ISBN 9780822960515),
- At the Revelation Restaurant and Other Poems, Marick Press, 1er mai 2010, 48 p. (ISBN 9781934851067),
- The Old Woman, the Tulip, and the Dog, University of Pittsburgh Press, 1er janvier 2014, 80 p. (ISBN 9780822962915),
- Waiting for the Light, University of Pittsburgh Press, 14 février 2017, 96 p. (ISBN 9780822964520),
- The Volcano and After : Selected and New Poems 2002-2019, University of Pittsburgh Press, 8 septembre 2020, 214 p. (ISBN 9780822946403),

### Essais
- Vision and Verse in William Blake, University of Wisconsin Press, 28 janvier 1965, 248 p. (ISBN 9780299034801, lire en ligne),
- Writing Like a Woman, University of Michigan Press, 28 février 1983, 164 p. (ISBN 9780472063475, lire en ligne),
- Feminist Revision and the Bible : His Life and Legacy, Wiley-Blackwell, 1er janvier 1993, 164 p. (ISBN 9780631187981, lire en ligne),
- The Nakedness of the Fathers : Biblical Visions and Revisions, Rutgers University Press, 1er octobre 1994, 288 p. (ISBN 9780813521251, lire en ligne),
- Stealing the Language : The Emergence of Women's Poetry in America, Beacon Press, 1er janvier 1986, 344 p. (ISBN 9780807063026, lire en ligne),
- Dancing at the Devil's Party : Essays on Poetry, Politics, and the Erotic, University of Michigan Press, 13 janvier 2000, 136 p. (ISBN 9780472066964),
- For the Love of God : The Bible as an Open Book, Rutgers University Press, 11 septembre 2007, 184 p. (ISBN 9780813542003, lire en ligne),

### Articles (liste non exhaustive)

#### 1960-1989
- « Song and Speech in the Metrics of George Herbert », PMLA, Vol. 80, No. 1,‎ mars 1965, p. 62-68 (7 pages) (lire en ligne ),
- « The Three Modes in Tennyson's Prosody », PMLA, Vol. 82, No. 2,‎ mai 1967, p. 273-284 (12 pages) (lire en ligne ),
- « Thomas Wyatt and Henry Surrey: Dissonance and Harmony in Lyric Form », New Literary History, Vol. 1, No. 3,‎ printemps 1970, p. 387-405 (19 pages) (lire en ligne ),
- « May Swenson And The Shapes Of Speculation », The American Poetry Review, Vol. 7, No. 2,‎ mars / avril 1978, p. 35-38 (4 pages) (lire en ligne ),
- « Her Cargo: Adrienne Rich And The Common Language », The American Poetry Review, Vol. 8, No. 4,‎ juillet / août 1979, p. 6-10 (5 pages) (lire en ligne ),
- « That Story: Anne Sexton And Her Transformations », The American Poetry Review, Vol. 11, No. 4,‎ juillet / août 1982, p. 11-16 (6 pages) (lire en ligne ),
- « The Thieves of Language: Women Poets and Revisionist Mythmaking », Signs, Vol. 8, No. 1,‎ automne 1982, p. 68-90 (23 pages) (lire en ligne ),
- « The Poet As Heroine: Learning To Read H.D. », The American Poetry Review, Vol. 12, No. 2,‎ mars / avril 1983, p. 29-38 (10 pages) (lire en ligne ),
- « "What Are Patterns for?": Anger and Polarization in Women's Poetry », Feminist Studies, Vol. 10, No. 3,‎ automne 1984, p. 485-503 (19 pages) (lire en ligne ),
- « Comment on Homans's "'Her Very Own Howl': The Ambiguities of Representation in Recent Women's Fiction" », Signs, Vol. 10, No. 3,‎ printemps 1985, p. 597-600 (4 pages) (lire en ligne ),
- « The War of Men and Women », Feminist Studies, Vol. 11, No. 2,‎ été 1985, p. 310-316 (7 pages) (lire en ligne ),
- « What Do Women (Poets) Want?: H. D. and Marianne Moore as Poetic Ancestresses », Contemporary Literature, Vol. 27, No. 4,‎ hiver 1986, p. 475-492 (18 pages) (lire en ligne ),
- « Dancing at the Devil's Party: Some Notes on Politics and Poetry », Critical Inquiry, Vol. 13, No. 3,‎ printemps 1987, p. 579-596 (18 pages) (lire en ligne ),
- « Reflection on Jewish Identity: Entering the Tents », Feminist Studies, Vol. 15, No. 3,‎ automne 1989, p. 541-547 (7 pages) (lire en ligne ),
- « Response to Bonnie Costello », Contemporary Literature, Vol. 30, No. 3,‎ automne 1989, p. 462-464 (3 pages) (lire en ligne ),

#### 1990-1999
- « The Wisdom of Solomon », The Kenyon Review, New Series, Vol. 12, No. 2,‎ printemps 1992, p. 149-155 (7 pages) (lire en ligne ),
- « Esther, or the World Turned Upside Down », The Kenyon Review, New Series, Vol. 13, No. 3,‎ été 1991, p. 18-21 (4 pages) (lire en ligne ),
- « A Word Made Flesh: The Bible and Revisionist Women's Poetry », Religion & Literature, Vol. 23, No. 3,‎ automne 1991, p. 9-26 (18 pages) (lire en ligne ),
- « The Redeeming of Ruth », Studies in American Jewish Literature (1981-), Vol. 11, No. 2,‎ 1992, p. 217-219 (3 pages) (lire en ligne ),
- « The Interpretation of Dreams », The Kenyon Review, New Series, Vol. 14, No. 3,‎ été 1992, p. 17-22 (6 pages) (lire en ligne ),
- « Kin and Kin: The Poetry of Lucille Clifton », The American Poetry Review, Vol. 22, No. 6,‎ novembre / décembre 1993, p. 41-48 (8 pages) (lire en ligne ),
- « I Am (Not) This: Erotic Discourse in Bishop, Olds, and Stevens », The Wallace Stevens Journal, Vol. 19, No. 2,‎ 1995, p. 234-254 (21 pages) (lire en ligne ),
- « Back to the Garden? Literature and Tradition, Now and Then », Profession,‎ 1997, p. 24-30 (7 pages) (lire en ligne ),
- « "Howl" Revisited: The Poet as Jew », The American Poetry Review, Vol. 26, No. 4,‎ juillet / août 1997, p. 28-31 (4 pages) (lire en ligne ),

#### 2000-2009
- « Performing Jephthah's Daughter: A Lament », Bridges, Vol. 8, No. 1/2,‎ printemps 2000, p. 25-37 (13 pages) (lire en ligne ),
- « Beyond Confession: The Poetics of Postmodern Witness », The American Poetry Review, Vol. 30, No. 2,‎ mars / avril 2001, p. 35-39 (5 pages) (lire en ligne ),
- « Milk », Fourth Genre: Explorations in Nonfiction, Vol. 4, No. 1,‎ printemps 2002, p. 101-117 (17 pages) (lire en ligne ),
- « Psalm and Anti-Psalm: A Personal View », The American Poetry Review, Vol. 31, No. 4,‎ juillet / août 2002, p. 11-15 (5 pages) (lire en ligne ),
- « Ecclesiastes as Witness: A Personal Essay », The American Poetry Review, Vol. 34, No. 1,‎ janvier / février 2005, p. 7-13 (7 pages) (lire en ligne ),
- « Jonah: The Book of the Question », The Georgia Review, Vol. 59, No. 2,‎ été 2005, p. 278-293 (16 pages) (lire en ligne ),
- « The Man Who Traveled from Place to Place », Bridges, Vol. 14, No. 1,‎ printemps 2009, p. 104-106 (3 pages) (lire en ligne ),

#### 2010-
- « Hilda Raz: Odd, Splendid, and Fearlessly Maternal », Prairie Schooner, Vol. 84, No. 3,‎ 2010, p. 32-37 (6 pages) (lire en ligne ),
- « Without Commandment : One Poet's Quest for the Beloved », Religion & Literature, Vol. 42, No. 3,‎ automne 2010, p. 168-175 (8 pages) (lire en ligne ),
- « Introduction », Religion & Literature, Vol. 43, No. 2,‎ été 2011, p. 112-115 (4 pages) (lire en ligne ),
- « Who's Minding the Story? Gerald Stern as Jewish Poet and Tragic Comedian », The American Poetry Review, Vol. 43, No. 3,‎ mai / juin 2014, p. 19-20 (2 pages) (lire en ligne ),
- « Q&A: Insurance », Poetry, Vol. 209, No. 4,‎ janvier 2017, p. 352-353 (2 pages) (lire en ligne ),
- « Poetry and Healing: Some Moments of Wholeness », The American Poetry Review, Vol. 47, No. 2,‎ mars-avril 2018, p. 9-12 (4 pages) (lire en ligne )

### Traductions et éditions
- William Blake et Alicia Suskin Ostriker (dir.), William Blake, The Complete Poems, Penguin Classics, 1827, rééd. du 24 novembre 1977, 1072 p. (ISBN 9780140422153),
- Berkeley Poets Cooperative Anthology, 1970-1980, Berkeley Poets' Workshop & Press, 1er août 1980, 256 p. (ISBN 9780917658129),
- The Five Scrolls : The Song of Songs, The Book of Ruth, Lamentations, Ecclesiastes, The Book of Esther, Vintage Books, 5 décembre 2000, 162 p. (ISBN 9780375724947, lire en ligne),
- Nightsun Issue #25, Frostburg State University, 1er octobre 2006, 118 p. (ISBN 9781878306173),
- The Book of Life : Selected Jewish Poems, 1979 - 2011, University of Pittsburgh Press, 15 janvier 2012, 112 p. (ISBN 9780822961819),

## Archives
Les archives d'Alicia Ostriker sont déposées à la bibliothèque de l'université de Princeton et consultables en ligne.

## Prix et distinctions
- 1976 : obtention d'une bourse attribuée par le National Endowment for the Arts, mention poésie[18],
- 1982 : obtention d'une bourse attribuée par la Rockefeller Foundation[19],
- 1984 : obtention d'une bourse attribuée par la Fondation John-Simon-Guggenheim mention poésie[20],
- 1997 : lauréate du Paterson Poetry Prize pour The Crack in Everything,
- 1998 : lauréate du San Francisco State Poetry Center Award  pour  The Crack in Everything[21],
- 2000 : le San Diego Women’s Institute for Continuing Jewish Education: Endowment Award,
- 2002 : lauréate du Larry Levis Prize pour ses poèmes publiés dans Prairie Schooner[22],
- 2003 : obtention d'une bourse attribuée par la Geraldine R. Dodge Foundation (en)[23],
- 2007 : lauréate du Anderbo Poetry Prize pour son poème West Fourth Street[24],
- 2008 : lauréate de l'Outstanding Academic Title, choix de juin 2008, pour For the Love of God[25],
- 2010 : lauréate du Paterson Award for Sustained Literary Achievement  pour son livre The Book of Seventy,[26],
- 2010 : lauréate du Prairie Schooner Virginia Faulkner Award for Excellence in Writing, pour ses poèmes publiés à l'été 2009
- 2010 : lauréate du National Jewish Book Award en poésie pour The Book of Seventy[27]
- 2011 : inscription dans la liste des 10 Great Jewish Poets du moment[28],
- 2017 - 2021 : élection à la charge de chancelière de l'Academy of American Poets[29],
- 2018 : nommée Poète lauréat de la ville de New York par le Gouverneur Andrew Cuomo[6].